# Dơi mũi Galê
Dơi mũi Galê  (danh pháp khoa học: Hipposideros galeritus) là một loài động vật có vú trong họ Dơi nếp mũi, bộ Dơi. Loài này được Cantor mô tả năm 1846.